# 久瀬温泉
久瀬温泉（ひさせおんせん）は、岐阜県揖斐郡揖斐川町にある温泉。

## 泉質
- アルカリ性単純温泉（低張性アルカリ性低温泉）
  - 泉温　25.1℃

## 温泉地
揖斐川支流の日坂川沿いに、町営の日帰り温泉施設「久瀬温泉露天風呂　白龍の湯」が1件存在する。
浴槽は露天風呂のみで、施設も簡素なものとなっている。

## アクセス
- 東海環状自動車道大野神戸ICより車で40分。

- 養老鉄道養老線揖斐駅よりタクシーで30分。